# ورزشگاه سوفان بوری
ورزشگاه سوفان بوری یک ورزشگاه فوتبال در شهر سوفان بوری کشور تایلند است که در سال ۱۹۴۷ با ظرفیت ۱۵۰۰۰ نفر ساخته شده است.
این ورزشگاه میزبان بازی فینال سوپر جام آسیا ۱۹۹۵ بوده است.